# Кастреццато
Кастреццато (італ. Castrezzato) — муніципалітет в Італії, у регіоні Ломбардія, провінція Брешія.
Кастреццато розташоване на відстані близько 450 км на північний захід від Рима, 65 км на схід від Мілана, 20 км на захід від Брешії.
Населення — 7095 осіб (2014).

## Демографія
Населення за роками:

Станом на 1 січня 2023 року в муніципалітеті офіційно проживали 1054 іноземці з 47 країн, серед них 136 громадян країн Євросоюзу та 16 громадян України.

## Сусідні муніципалітети
- Кастельковаті
- К'ярі
- Коккальйо
- Комеццано-Чиццаго
- Ровато
- Тренцано